# نورت ليولينهيم
نورت ليولينهيم (بالفرنسية: Nort-Leulinghem)‏ هي بلدية تقع في إقليم باد كاليه من منطقة نور با دو كاليه في شمال فرنسا. تبلغ مساحة هذه المدينة 3.45 (كم²)، وترتفع عن سطح البحر 50 م، يبلغ عدد سكانها 201 نسمة حسب إحصاء المعهد الوطني للإحصاء والدراسات الاقتصادية سنة 2009 م. وترأس Gérard Lecocq البلدية خلال فترة (2008-2014).